# 1992年夏季奥林匹克运动会射箭比赛
1992年夏季奥林匹克运动会射箭比赛共有四个项目组成。

## 奖牌榜

### 项目
| Event             | 金牌                                                                | 银牌                                                     | 铜牌                                                                             |
| 男子个人 （詳細） | Sébastien Flute · 法国（FRA）                                       | 郑载宪 · 韩国（KOR）                                     | 西蒙·特里 · 英国（GBR）                                                          |
| 男子团体 （詳細） | 西班牙（ESP） · 胡安·奥尔加多 · 阿方索·梅嫩德斯 · 安东尼奥·巴斯克斯 | 芬兰（FIN） · Ismo Falck · 亚里·利波宁 · 托米·波伊科莱宁 | 英国（GBR） · Steven Hallard · 理查德·普里斯特曼 · 西蒙·特里                     |
| 女子个人 （詳細） | 赵允顶 · 韩国（KOR）                                                | 金水宁 · 韩国（KOR）                                     | 纳塔利娅·瓦列耶娃 · 独联体（EUN）                                                |
| 女子团体 （詳細） | 韩国（KOR） · 赵允顶 · 金水宁 · 李银敬                              | 中国（CHN） · 马湘君 · 王红 · 王小竹                     | 独联体（EUN） · Lyudmila Arzhanikova · Khatouna Kvrivichvili · 纳塔利娅·瓦列耶娃 |

### 各国奖牌榜
| 排名  | 国家／地区    | 金牌 | 银牌 | 铜牌 | 總數 |
| ----- | ------------- | ---- | ---- | ---- | ---- |
| 1     | 韩国（KOR）   | 2    | 2    | 0    | 4    |
| 2     | 法国（FRA）   | 1    | 0    | 0    | 1    |
| 2     | 西班牙（ESP） | 1    | 0    | 0    | 1    |
| 4     | 中国（CHN）   | 0    | 1    | 0    | 1    |
| 4     | 芬兰（FIN）   | 0    | 1    | 0    | 1    |
| 6     | 英国（GBR）   | 0    | 0    | 2    | 2    |
| 6     | 独联体（EUN） | 0    | 0    | 2    | 2    |
| Total | Total         | 4    | 4    | 4    | 12   |

## 参赛国家
| - （3） - 比利时（1） - 不丹（6） - 巴西（2） - 保加利亚（1） - 加拿大（3） - 中国（6） - 哥伦比亚（1） - 哥斯达黎加（1） - 塞浦路斯（1） - 捷克斯洛伐克（1） - 丹麦（3） - 爱沙尼亚（1） - 芬兰（3） - 法国（6） | - 英国（6） - 德国（6） - 关岛（1） - 香港（1） - 匈牙利（3） - 印度（3） - 印度尼西亚（4） - 爱尔兰（1） - 意大利（4） - 日本（6） - 卢森堡（1） - 墨西哥（4） - 蒙古（1） - 荷兰（6） - 新西兰（1） | - 挪威（1） - 朝鲜（3） - 波兰（6） - 葡萄牙（1） - 圣马力诺（1） - 斯洛文尼亚（1） - 西班牙（4） - 南非（2） - 韩国（6） - 瑞典（3） - 中华台北（3） - 土耳其（6） - 独联体（6） - 美国（5） |